# Moreno
Moreno este un oraș în Pernambuco (PE), Brazilia.